# گیتاریکادلفوئنته
آلوارو لافوئنته کالو (به اسپانیایی: Álvaro Lafuente Calvo)؛ زادهٔ ۲۷ اوت ۱۹۹۷ که با نام گیتاریکادلفوئنته (اسپانیایی: Guitarricadelafuente‎ شناخته می‌شود خواننده و ترانه‌سرای اهل ساراگوسای اسپانیا است. وی از سال ۲۰۱۷ میلادی تاکنون مشغول فعالیت بوده‌است.
ترانه Nana Triste از وی به رتبه چهار در چارت اسپانیا رسید.